# Leôncio (conde)
Leôncio (em latim: Leontius) foi um oficial militar bizantino do século VI que serviu sob o imperador Anastácio I Dicoro (r. 491–518) como conde, talvez um conde dos assuntos militares (comes rei militaris). No outono de 503, foi comandante dos soldados de Constantina, em Osroena. No mesmo ano, quando foi informado pelo oficial Pedro sobre um complô judeu para entregar a cidade aos sassânidas, capturou os conspiradores e os executou. Segundo Josué, o Estilita, teve dificuldades em conter seus soldados que pretendiam matar todos os judeus da cidade.